# Henrique Guimarães
Henrique Carlos Serra Azul Guimarães (ur. 9 września 1972) – brazylijski judoka. Trzykrotny olimpijczyk. Brązowy medalista z Atlanty 1996, dziewiąty w Sydney 2000 i odpadł w eliminacjach w Atenach 2004. Walczył w wadze półlekkiej.
Siódmy na mistrzostwach świata w 1995 i 1997; uczestnik zawodów w 1999 i 2003, a także zdobył srebrny medal w drużynie w 1998. Startował w Pucharze Świata w latach 1995–1998, 2000 i 2003. Brązowy medalista igrzysk panamerykańskich w 1995 i 2003. Wygrał igrzyska Ameryki Południowej w 1990, 1994 i trzeci w 1998. Zdobył sześć medali mistrzostw panamerykańskich w latach 1994 - 2003. Trzeci na wojskowych MŚ w 1994 roku. Trzykrotny mistrzostwa Ameryki Południowej. 

## Letnie Igrzyska Olimpijskie 1996
| Konkurencja | Eliminacje                | Eliminacje            | Eliminacje          | Repasaże                 | Repasaże           | Finały               | Klas. końcowa |
| Konkurencja | Przeciwnik I              | Przeciwnik II         | 1/4                 | Przeciwnik I             | Przeciwnik II      | o 3. miejsce         | Miejsce       |
| ----------- | ------------------------- | --------------------- | ------------------- | ------------------------ | ------------------ | -------------------- | ------------- |
| 65 kg       | Larbi Benboudaoud (FRA) Z | Lee Seong-hun (KOR) Z | József Csák (HUN) P | Duncan MacKinnon (RSA) Z | Iwan Netow (BGR) Z | Philip Laats (BEL) Z | 3.            |

## Letnie Igrzyska Olimpijskie 2000
| Konkurencja | Eliminacje                | Eliminacje                  | Repasaże              | Repasaże                    | Klas. końcowa |
| Konkurencja | Przeciwnik I              | Przeciwnik II               | Przeciwnik I          | Przeciwnik II               | Miejsce       |
| ----------- | ------------------------- | --------------------------- | --------------------- | --------------------------- | ------------- |
| 66 kg       | Gabriel Bengtsson (SWE) Z | Girolamo Giovinazzo (ITA) P | Melvin Méndez (PUR) Z | Giorgi Wazagaszwili (GEO) P | 9.            |

## Letnie Igrzyska Olimpijskie 2004
| Konkurencja | Eliminacje           | Eliminacje                | Klas. końcowa |
| Konkurencja | Przeciwnik I         | Przeciwnik II             | Miejsce       |
| ----------- | -------------------- | ------------------------- | ------------- |
| 66 kg       | Bang Gui-man (KOR) Z | Magomied Dżafarow (RUS) P | 2 runda       |